# Supercopa d'Espanya de futbol 1994
La Supercopa d'Espanya de 1994 va ser un matx de futbol espanyol a doble partit jugat els dies 27 i 30 d'agost de 1994. El van disputar el FC Barcelona, que va guanyar la Lliga espanyola 1993-94, i el Real Zaragoza, que van ser els guanyadors de la Copa del Rei 1993-94. El FC Barcelona va guanyar 6 – 5 en el global.

## Detalls del matx

### Anada
| Real Zaragoza | 0–2 | FC Barcelona             |
| ------------- | --- | ------------------------ |
|               |     | Stoichkov 45' · Amor 64' |

### Tornada
| FC Barcelona                        | 4–5 | Real Zaragoza                                     |
| ----------------------------------- | --- | ------------------------------------------------- |
| Txiki 13', 87' · Stoichkov 50', 69' |     | Belsué 10' · Esnáider 32' · Higuera 33', 77', 89' |

## Campió
| Campió de la Supercopa d'Espanya 1994 |
| ------------------------------------- |
| FC Barcelona 4t títol                 |